# کنزو

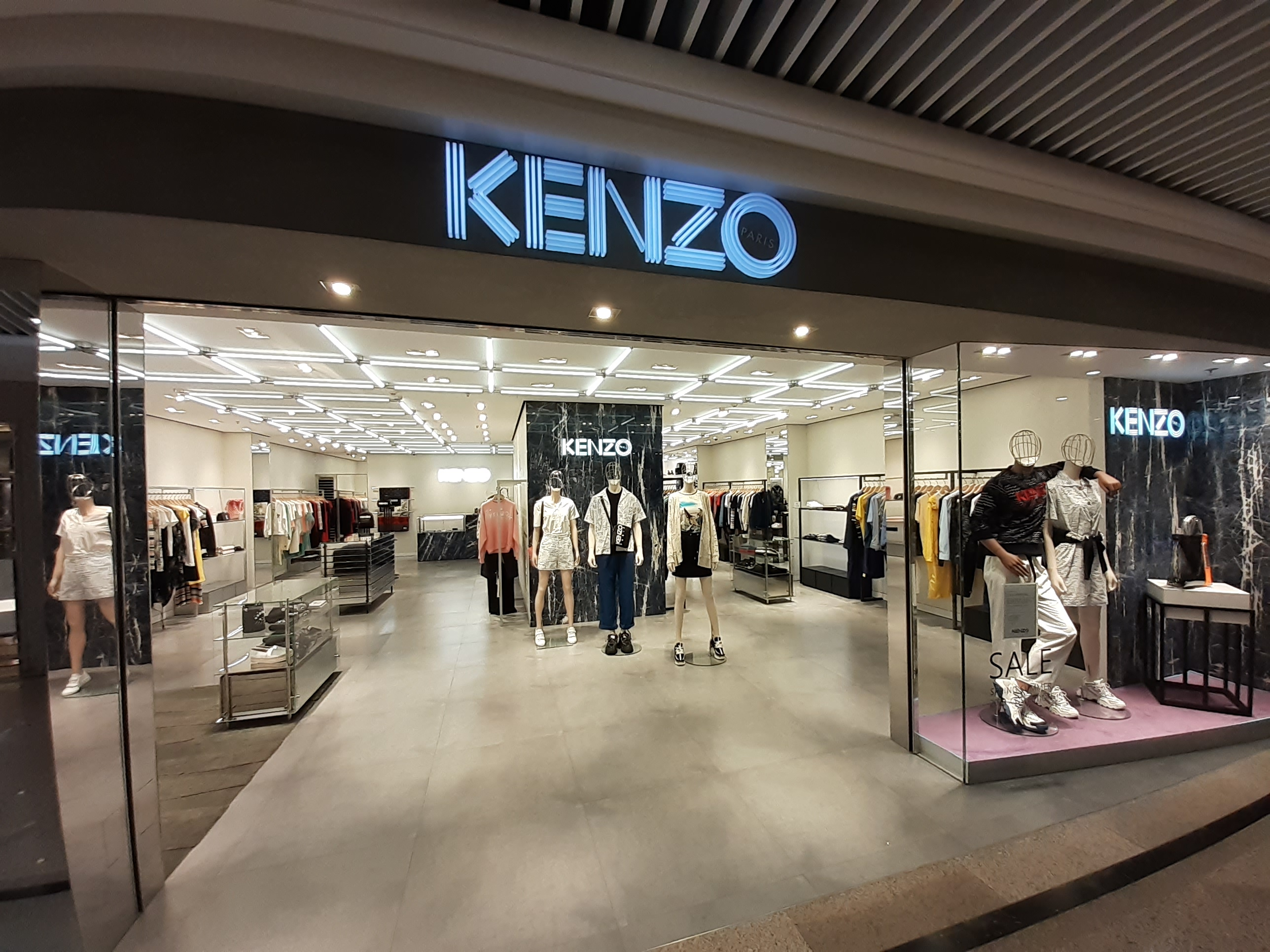
فروشگاه محصولات "کنزو"

کنزو، (به انگلیسی: Kenzo) در سال ۱۹۷۰ در پاریس توسط طراح ژاپنی، کنزو تاکادا تأسیس شد. کنزو تاکادا در ژاپن چشم به جهان گشود و در سال ۱۹۶۴ به فرانسه مهاجرت کرد تا کسب کار خود را در زمینه مد و فشن به راه اندازد. او کار خود را ابتدا با لباس‌های دست دوز برای زنان شروع کرد و در سال ۱۹۸۳ برای مردان و کودکان نیز لباس دوخت. در سال ۱۹۸۷ هم لوازم مربوط به خانه را دوخت. این برند از سال ۱۹۹۳ تا هم اکنون، به عنوان زیرمجموعه شرکت اعظم لوئی ویتون-موئت-هنسی کار خود را ادامه می‌دهد.